# Chitlin' Circuit
 (mars 2022).
Le Chitlin' Circuit était un réseau de salles de spectacle dans les régions de l'Est, du Sud et du Haut Midwest des États-Unis : il offrait un cadre commercial et culturel aux musiciens, comédiens et autres artistes afro-américains à l'époque de la ségrégation raciale aux États-Unis jusqu'aux années 1960.
Le Chitlin' Circuit était clairement organisé par, pour et avec les Afro-Américains. Il valorisait la culture des Noirs des États-Unis, au tournant du mouvement des droits civiques. Il subsiste un débat sur le moment où le Chitlin' Circuit a culminé. Certains disent que son apogée se situe dans les années 1930, d'autres que c'était après la Seconde Guerre mondiale, d'autres enfin que c'était l'époque du blues. Le Chitlin' Circuit apparaît comme un maillage de lieux de restauration et de récréation basé sur la soul food, nourriture qui ne découle pas d'un terroir mais d'un ensemble d'habitudes partagées par la population africaine-américaine.

## Étymologie
Le nom dérive du plat de terroir que constituent les andouillettes (Chitterlings, intestins de porc bouillis puis frits). Ce nom est un clin d'œil humoristique par calque à la « Borscht Belt », la région de villégiature (principalement dans les Caskill de l'État de New York), populaire auprès des artistes et du public juifs des années 1940 aux 1960. Plusieurs sources s'accordent à créditer le chanteur Lou Rawls pour l'usage de « chitlin' circuit » dans un contexte récréatif et culturel. Pour l'historien Peter Guralnick, le réseau du « Chitlin' Circuit » est le berceau de la musique soul de Memphis, le lieu de l'expression de la musicalité africaine-américaine. Alan Leeds, ancien manager de James Brown, notamment sur la tournée de 1970, a publié une biographie associant cette époque sonore au contexte disparu des restaurants du Chitlin' Circuit.
Les andouilles font partie de l'histoire culinaire des Afro-Américains, souvent contraints à cuisiner des intestins du porc, par opposition aux parties plus nobles que sont le bacon ou le jambon. Cette nourriture symbolise l'acquisition d'un goût par fait de nécessité et que l'on finit par apprécier par acculturation. L'expression soul food est traditionnellement employée pour caractériser la cuisine Africaine-Américaine, en référence à la Soul music et à la notion de nourriture spirituelle.